# Нейроантропология
Нейроантропология — междисциплинарная область научных исследований, предметом которой в общем случае является изучение широкого спектра взаимосвязей между культурой и мозгом человека.
Сфера нейроантропологии охватывает широкий круг исследований высшей нервной деятельности, включая эволюцию мозга гоминид, культурное развитие и мозг, биохимию мозга и альтернативных состояний сознания, культурные инварианты, влияние культурного опыта на восприятие и многие другие. По сравнению с такими дисциплинами как поведенческая  нейронаука или культурологическая нейронаука нейроантропология остается открытой и гетерогенной, признавая, что не все функции мозга действуют одинаково, и культура не может усваиваться единообразно. В той или иной форме, нейроантропологи осуществляют исследования развития человеческого мозга, его структуры и функций в увязке с культурным контекстом, в котором мозг функционирует.